# 矢吹慶輝
矢吹 慶輝（やぶき けいき、1879年〈明治12年〉2月13日 - 1939年〈昭和14年〉6月10日）は、日本の宗教学者・社会事業家。旧姓は佐藤。号は隈渓。

## 経歴
1879年、福島県生まれ。東京帝国大学を卒業。
卒業後は宗教大学（現大正大学）教授となり、欧米に留学。敦煌出土の仏典を研究し、1925年「三階教之研究」で学士院恩賜賞受賞。勤労児童のための三輪学院を創設、東京市社会局長。1939年、狭心症のため死去。

## 家族・親族
長男は弁護士の矢吹輝夫（1926-2006）。

## 著作

### 単著
- 『阿弥陀仏の研究』丙午出版社、1911年2月。 NCID BN14731316。全国書誌番号:40043654。
  - 『阿弥陀仏の研究』（増訂改版）明治書院、1937年10月。 NCID BN09828135。全国書誌番号:46044058。
  - 『阿弥陀仏の研究』（増訂版）臨川書店、1981年9月。ISBN 9784653007197。 NCID BN0398598X。全国書誌番号:82001429。
- 『三階教之研究』岩波書店、1927年6月。 NCID BN06846946。全国書誌番号:46091060。
- 「燉煌出土品に就いて」『財団法人啓明会講演集』 第29回、啓明会事務所、1928年12月、47-70頁。 NCID BA32003909。全国書誌番号:47038706。
- 『新日本と思想問題』新更会刊行部〈現代日本の研究〉、1932年2月。全国書誌番号:44030021。
- 『燉煌出土古写仏典に就いて』啓明会〈財団法人啓明会講演集 第14回〉、1932年5月。 NCID BA38395787。全国書誌番号:46084884。
- 『燉煌出土古写仏典に就いて』岩波書店、1932年7月。 NCID BA43052280。全国書誌番号:47012392。
- 『思想の動向と仏教』大雄閣、1933年9月。 NCID BN07959165。全国書誌番号:46092608。
- 『三階教に就いて』東方書院〈日本宗教講座〉、1934年9月。 NCID BN13013907。全国書誌番号:44050299。
- 『日本精神と日本仏教』仏教聯合会、1934-012。 NCID BN07008265。全国書誌番号:47014345。
- 東京帝大仏教青年会編 編『現代人と仏教』三省堂〈青年仏教叢書 第9編〉、1935年10月。 NCID BN06679651。全国書誌番号:46060186。
- 『思想と生活』明治書院〈隈溪叢書〉、1940年2月。 NCID BN11713431。全国書誌番号:46055786。
- 『社会思想と信念』明治書院〈隈溪叢書〉、1940年10月。 NCID BA62288375。全国書誌番号:46056552。
- 『病間雑記』矢吹輝夫、1940年。全国書誌番号:46071647。
- 『近代宗教思想論考』明治書院〈隈溪叢書〉、1944年1月。 NCID BN06114380。全国書誌番号:46002688。
- 『渡辺海旭・矢吹慶輝・小沢一・高田慎吾集』鳳書院〈社会福祉古典叢書 第6巻〉、1982年3月。 NCID BN01978440。全国書誌番号:82027464。
  - 『渡辺海旭・矢吹慶輝・小沢一・高田慎吾集』（復刻版）日本図書センター〈社会福祉古典叢書 第4巻〉、2010年5月。ISBN 9784284304023。 NCID BB0216850X。全国書誌番号:21804580。
- 『法然上人』矢吹法律事務所、1988年6月。 NCID BN03274802。全国書誌番号:89021097。
- 『マニ教と東洋の諸宗教 比較宗教学論選』芹川博通校訂、佼成出版社、1988年7月。ISBN 9784333013395。 NCID BN02605380。全国書誌番号:89023824。

### 編集
- 『燉煌地方出古写仏典ロートグラフ解説目録 シュタイン氏蒐集』宗教大学、1917年5月。 NCID BA66763007。全国書誌番号:43012984。
- 『英国博物館所蔵スタイン写本写真帳』啓明会事務所、1924年6月。 NCID BA71741047。全国書誌番号:43033710。
- 『英国博物館蔵燉煌出土古写仏典ロートグラフ略目』啓明会事務所、1925年4月。全国書誌番号:43046061。
- 『法然上人』岩波書店、1932年。 NCID BA45067416。全国書誌番号:47020110。

### 編著
- 『鳴沙余韻 燉煌出土未伝古逸仏典開宝』 上下巻、岩波書店、1930年-1933年。 NCID BA36294483。全国書誌番号:47022033。

### 監修
- 『外人の観たる日本国民性』中央教化団体連合会、1934年2月。 NCID BN05579083。全国書誌番号:46083666 全国書誌番号:53013825。

### 翻訳
- 『国訳一切経』 印度撰述部 釈経論部 7、矢吹慶輝訳、長尾雅人・佐々木恵精校訂、大東出版社、1994年4月。ISBN 9784500001484。
- 『国訳一切経』 印度撰述部 大集部 5、矢吹慶輝訳、後藤修校訂、大東出版社、1998年1月。ISBN 9784500000586。
- 『国訳一切経』 印度撰述部 大集部 4、矢吹慶輝・成田昌信・望月信亨訳、後藤修校訂、大東出版社、2003年8月。ISBN 9784500000579。